# Кушпелево
Кушпелево — деревня в составе Чердынского городского округа Пермского края.

## Географическое положение
Деревня расположена в лесной зоне в 4 километрах на северо-запад от посёлка Рябинино и примерно в 6 километрах по прямой на юг-юго-запад от центра городского округа города Чердынь.

## Климат
Климат умеренно-континентальный с продолжительной холодной и снежной зимой и коротким летом. Снежный покров удерживается 170—190 дней. Средняя высота снежного покрова составляет более 70 см, в лесу около 1 метра. В лесу снег сохраняется до конца мая. Продолжительность безморозного периода примерно 110 дней.

## История
В деревне в начале 50-х годов располагался участок спецкомендатуры № 134 посёлка Рябинино для контроля спецпоселенцев.

## Население
Постоянное население было 3 человека в 2002 году, все русские, 2 человека в 2010 году.